# Reserva (Paraná)
Reserva ist ein brasilianisches Munizip im Inneren des Bundesstaats Paraná. Es hat 24.573 Einwohner (2022), die sich Reservenser nennen. Seine Fläche beträgt 1.635 km². Es liegt 938 Meter über dem Meeresspiegel.

## Etymologie
In der ersten Hälfte des 19. Jahrhunderts war das Gebiet als Campinas Belas bekannt.
Im Jahr 1906 wurde der Bezirk unter dem Namen Reserva do Tibagi gegründet. Der Name rührte von dem Indianerreservat Reserva dos Silvícolas her, das im Gebiet der heutigen Stadt bestand. 
Bei der Erhebung zum Munizip 1921 erhielt der Ort den Namen Reserva. 
Im Oktober 1937 wurde die Gemeinde in Campinópolis umbenannt.
Per Staatsdekret Nr. 6406 vom 17. Februar 1938 erhielt sie ihren Namen Reserva zurück.

## Geschichte

### Besiedlung
In der ersten Hälfte des 19. Jahrhunderts kamen die ersten Siedler in das Dorf, José Mariano de Marins, der aus Faxina (heute: Itapeva) in der Provinz São Paulo stammte. Mit dem Eigentumstitel eines von der Regierung der Provinz São Paulo verliehenen Grundstücks am linken Ufer des Rio Tibaji kam er um 1840 in Begleitung eines kleinen Gefolges an und ließ sich in der Nähe der Quelle des Rio Imbaú an dem Ort nieder, der damals Marins hieß. Später kam ebenfalls aus São Paulo José Florentino de Sá Bittencourt, der mit José Mariano de Martins in Verbindung stand, und siedelte sich in dem als Campinas Belas bekannten Gebiet an.
Um 1845 tauchte der Abenteurer José de Morais Cunha in der Gegend auf, um nach Schwemmgold zu suchen, das es angeblich an den Ufern des Rio Tibaji geben sollte.
Von Mariano de Martins erfuhr er jedoch, dass es in der Nähe seines Lagers noch unberührtes Land gab, das einem Indianerstamm namens Caingangueras gehörte. Das Gebiet war die Reserva dos Silvícolas, von dem der Ort viele Jahre später seinen Namen erhielt. Die Bewohner des Reservats siedelten in der Folgezeit um.
Im Jahr 1906 wurde der Bezirk Reserva gegründet und 1921 zur Gemeinde erhoben.

### Erhebung zum Munizip
Reserva wurde durch das Staatsgesetz Nr. 2038 vom 26. März 1921 aus Tibagi ausgegliedert und in den Rang eines Munizips erhoben. Es wurde am 31. Oktober 1921 als Munizip installiert.

## Geografie

### Fläche und Lage
Reserva liegt auf dem Segundo Planalto Paranaense (der Zweiten oder Ponta-Grossa-Hochebene von Paraná). Seine Fläche beträgt 1635 km². Es liegt auf einer Höhe von 938 Metern.

### Vegetation
Das Biom von Reserva ist Mata Atlântica.

### Klima
Das Klima ist gemäßigt warm. Es werden hohe Niederschlagsmengen verzeichnet (1815 mm pro Jahr). Im Jahresdurchschnitt liegt die Temperatur bei 18,4 °C. Die Klimaklassifikation nach Köppen und Geiger lautet Cfb.

### Gewässer
Reserva liegt zu 71 % im Einzugsgebiet des Rio Ivaí und zu 29 % in dem des Rio Tibaji. Der Tibaji-Nebenflus Rio Imbau bildet die östliche Grenze des Munizips. Im Süden des Munizips fließt der Rio Ivaizinho mit seinen Nebenflüssen Rio Cavinha und Rio Tateto in Richtung Rio Ivaí. Der Rio do Peixe, der linke Quellfluss des Rio Alonso, entwässert mit einer ganzen Reihe von Nebenflüssen wie dem Rio Lajeado oder dem Rio da Faca weite Teile des Munizips nördlich der PR-239.

### Straßen
Reserva ist über die PR-441 an die BR-376 (Rodovia do Café) angebunden. Über die PR-239 kommt man im Westen nach Cândido de Abreu. Die PR-160 führt nach Norden nach Imbaú.
Durch Reserva verlief seit vorkolumbischen Zeiten der Hauptweg des Peabiru-Wegs vom Atlantik nach Peru. Seine Route verlief von São Paulo kommend durch die Gemeinden Adrianópolis, Castro, Tibagi, Reserva, Cândido de Abreu nach Terra Roxa am Ufer des Paraná. Nach der Zerstörung der Reduktionen, die die Jesuiten im heutigen Paraná zum Schutz der Ureinwohner eingerichtet hatten, geriet der Weg in Vergessenheit.

### Nachbarmunizipien
| Rosário do Ivaí  | Ortigueira und Imbaú                        |        |
| Cândido de Abreu | Kompassrose, die auf Nachbargemeinden zeigt | Tibagi |
|                  | Ivaí                                        |        |

## Stadtverwaltung
Bürgermeister: Lucas Machado Ribeiro, Podemos (2021–2024)
Vizebürgermeisterin: Ana Maria Pachalki Kasprzk, Podemos (2021–2024)

## Demografie

### Bevölkerungsentwicklung
| Jahr | Einwohner | Stadt | Land |
| ---- | --------- | ----- | ---- |
| 1940 | 28.876    | 4 %   | 96 % |
| 1950 | 29.099    | 5 %   | 95 % |
| 1960 | 13.828    | 8 %   | 92 % |
| 1970 | 20.917    | 11 %  | 89 % |
| 1980 | 23.611    | 17 %  | 83 % |
| 1991 | 25.084    | 29 %  | 71 % |
| 2000 | 23.977    | 40 %  | 60 % |
| 2010 | 25.172    | 48 %  | 52 % |
| 2022 | 24.573    |       |      |

Quelle: IBGE (2011) und Volkszählung 2022

### Ethnische Zusammensetzung
| Gruppe * | 1991    | 2000    | 2010    | wer sich als …                                                                   |
| --- | ------- | ------- | ------- | -------------------------------------------------------------------------------- |
| Weiße | 67,8 %  | 71,8 %  | 61,2 %  | weiß bezeichnet                                                                  |
| Schwarze | 4,4 %   | 4,7 %   | 3,3 %   | schwarz bezeichnet                                                               |
| Gelbe | 0,0 %   | 0,0 %   | 1,4 %   | von fernöstlicher Herkunft wie japanisch, chinesisch, koreanisch etc. bezeichnet |
| Braune | 27,6 %  | 22,8 %  | 34,1 %  | braun oder als Mischung aus mehreren Gruppen bezeichnet                          |
| Indigene | 0,0 %   | 0,2 %   | 0,0 %   | Ureinwohner oder Indio bezeichnet                                                |
| ohne Angabe | 0,2 %   | 0,4 %   | 0,0 %   |                                                                                  |
| Gesamt | 100,0 % | 100,0 % | 100,0 % |                                                                                  |
| *) Das IBGE verwendet für Volkszählungen ausschließlich diese fünf Gruppen. Es verzichtet bewusst auf Erläuterungen. Die Zugehörigkeit wird vom Einwohner selbst festgelegt. |         |         |         |                                                                                  |

Quelle: IBGE (Stand: 1991, 2000 und 2010)

## Wirtschaft

### Kennzahlen
Mit einem Bruttoinlandsprodukt pro Einwohner von 22.585,77 R$ (rund 5.000 €) lag Reserva 2019 an 307. Stelle der 399 Munizipien Paranás.
Sein mittelhoher Index der menschlichen Entwicklung von 0,618 (2010) setzte es auf den 388. Platz der paranaischen Munizipien.